# XS All Areas - The Greatest Hits
Albums de Status Quo
Riffs
(2003) The Party Ain't Over Yet
(2005)
Compilations de Status Quo
Whatever You Want - The Very Best of Status Quo
(1997) Gold
(2005)
Singles
1. You'll Come 'round
Sortie : 25 septembre 2004
2. Thinking of You
Sortie : 21 novembre 2004

XS All Areas – The Greatest Hits est une compilation du groupe de rock anglais, Status Quo. Elle est sortie le 20 septembre 2004 sur le label Universal Music TV.

## Présentation
Cette compilation se présente sous forme de double disque compact regroupant quarante chansons enregistrées entre 1968 et 2004. Le deuxième disque s'ouvre sur deux chansons inédites qui feront l'objet de sorties en single, You'll Come 'round se classa à la 14e place des charts britanniques et Thinking of You à la 21e.
Cette compilation atteindra la 16e place au classement de l'UK Albums Chart et se verra récompensé d'un disque d'or. 

## Liste des titres

### Disc 1
| No  | Titre                                         | Auteur                                              | De l'album                        | Durée |
| --- | --------------------------------------------- | --------------------------------------------------- | --------------------------------- | ----- |
| 1.  | Caroline                                      | Francis Rossi, Bob Young                            | Hello!, 1973                      | 4:18  |
| 2.  | Down Down (Single version)                    | Rossi, Young                                        | On the Level, 1975                | 3:38  |
| 3.  | Paper Plane                                   | Rossi, Young                                        | Piledriver, 1972                  | 2:53  |
| 4.  | Big Fat Mama                                  | Rossi, Parfitt                                      | Piledriver, 1972                  | 4:52  |
| 5.  | Roll Over Lay Down                            | Rossi, Parfitt, Alan Lancaster, John Coghlan, Young | Hello!, 1973                      | 5:38  |
| 6.  | Softer Ride                                   | Parfitt, Lancaster                                  | Hello!, 1973                      | 4:02  |
| 7.  | Don't Waste My Time                           | Rossi, Young                                        | Piledriver, 1972                  | 4:19  |
| 8.  | Little Lady                                   | Parfitt                                             | On the Level, 1975                | 3:02  |
| 9.  | Mystery Song (Single version)                 | Parfitt, Young                                      | Blue for You, 1976                | 3:56  |
| 10. | Rain                                          | Parfitt                                             | Blue for You, 1976                | 4:33  |
| 11. | Break the Rules                               | Rossi, Parfitt, Lancaster, Coghlan, Young           | Quo, 1974                         | 3:38  |
| 12. | Somethin' 'Bout You Baby I Like               | Richard Supa                                        | Never Too Late, 1981              | 2:39  |
| 13. | Hold You Back                                 | Rossi, Parfitt, Young                               | Rockin' All Over the World, 1977  | 4:29  |
| 14. | Rockin' All Over the World                    | John Fogerty                                        | Rockin' All Over the World, 1977  | 3:34  |
| 15. | Whatever You Want                             | Parfitt, Bown                                       | Whatever You Want, 1979           |       |
| 16. | Don't Drive My Car                            | Parfitt, Bown                                       | Just Supposin', 1980              | 4:13  |
| 17. | Again and Again                               | Parfitt, Bown, Lynton                               | If You Can't Stand the Heat, 1978 | 3:39  |
| 18. | Forty Five Hundred Times (Version raccourcie) | Rossi, Parfitt                                      | Hello!, 1973                      | 7:40  |
| 19. | All Stand Up                                  | Rossi, Young                                        | Heavy Traffic, 2002               | 4:10  |

### Disc 2
| No  | Titre                                                  | Auteur                                | De l’album                                                    | Durée |
| --- | ------------------------------------------------------ | ------------------------------------- | ------------------------------------------------------------- | ----- |
| 1.  | You'll Come 'Round (Produit par Mike Paxman)           | Rossi, Young                          | titre inédit, 2004                                            | 3:25  |
| 2.  | Thinking of You (Produit par Mike Paxman)              | Rossi, Young                          | titre inédit, 2004                                            | 3:55  |
| 3.  | Jam Side Down                                          | Terry Britten, Charlie Dore           | Heavy Traffic, 2002                                           | 3:26  |
| 4.  | Creepin' Up On You                                     | Parfitt, John Edwards                 | Heavy Traffic, 2002                                           | 5:01  |
| 5.  | Down the Dustpipe (Version 2003)                       | Carl Groszmann                        | Riffs, 2003                                                   | 2:21  |
| 6.  | Pictures of Matchstick Men                             | Rossi                                 | Picturesque Matchstickable Messages from the Status Quo, 1968 | 3:10  |
| 7.  | Ice in the Sun                                         | Marty Wilde, Ronnie Scott             | Picturesque Matchstickable Messages from the Status Quo, 1968 | 2:12  |
| 8.  | In My Chair                                            | Rossi, Young                          | Non album single, 1970                                        | 3:10  |
| 9.  | Gerdundula                                             | Manston, James                        | Dog of Two Head, 1971                                         | 3:20  |
| 10. | Wild Side of Life                                      | Arlie Carter, William Warren          | Non album single, 1976                                        | 3:15  |
| 11. | Rock 'n' Roll                                          | Rossi, Frost                          | Just Supposin', 1980                                          | 4:02  |
| 12. | What You're Proposing                                  | Rossi, Frost                          | Just Supposin', 1980                                          | 4:15  |
| 13. | The Wanderer                                           | Ernie Maresca                         | 12 Gold Bars Vol.II, 1984                                     | 3:26  |
| 14. | Living on an Island                                    | Parfitt, Young                        | Whatever You Want, 1979                                       | 3:45  |
| 15. | Marguerita Time                                        | Rossi, Frost                          | Back to Back, 1983                                            | 3:27  |
| 16. | In the Army Now                                        | Bolland & Bolland                     | In the Army Now, 1986                                         | 4:40  |
| 17. | When You Walk in the Room                              | Jackie DeShannon                      | Don't Stop, 1996                                              | 3:02  |
| 18. | Burning Bridges                                        | Rossi, Bown                           | Ain't Complaining, 1988                                       | 4:19  |
| 19. | Fun, Fun, Fun                                          | Brian Wilson, Mike Love               | Don't Stop, 1996                                              | 4:03  |
| 20. | Old Time Rock and Roll                                 | George Jackson, Thomas Earl Jones III | Famous in the Last Century, 2000                              | 2:57  |
| 21. | The Anniversary Waltz Part One (Meddley de 7 chansons) | Divers                                | Rocking All Over the Years, 1990                              | 5:32  |

## Musiciens
- Francis Rossi: guitare solo, chant sur tous les titres
- Rick Parfitt: guitare rythmique, chant sur tous les titres
- Alan Lancaster: basse, chant de 1968 à 1983
- John Coghlan batterie, percussions de 1968 à 1981
- Andy Bown: claviers, guitare depuis 1977
- John Edwards: basse depuis 1986
- Pete Kircher: batterie, percussions de 1981
- Jeff Rich: batterie, percussions de 1986 à 2000
- Matt Letley: batterie, percussions depuis 2002

## Charts et certification

### Album
Charts
| Pays                          | Durée du classement | Meilleur classement | Date            |
| ----------------------------- | ------------------- | ------------------- | --------------- |
| Allemagne (GfK Entertainment) | 1 semaine           | 84e                 | 18 octobre 2004 |
| Écosse (Scottish Album Chart) | 6 semaines          | 25e                 | 2 octobre 2004  |
| Royaume-Uni (UK Albums Chart) | 6 semaines          | 16e                 | 2 octobre 2004  |

Certification
| Pays        | Certification | Ventes    | Date            |
| ----------- | ------------- | --------- | --------------- |
| Royaume-Uni | Or            | 100 000 + | 22 juillet 2013 |

## Singles
| Single             | Chart              | Durée du classement | Position | Date              |
| ------------------ | ------------------ | ------------------- | -------- | ----------------- |
| You'll Come 'round | (UK Singles Chart) | 3 semaines          | 14e      | 19 septembre 2004 |
| Thinking of You    | (UK Singles Chart) | 3 semaines          | 21e      | 28 novembre 2004  |